# غابي حنا
غابي جانيت حنا (بالإنجليزية: Gabrielle Jeannette Hanna)‏ هي يوتيوبر ومغنية وممثلة وكاتبة أمريكية ولدت في يوم 7 فبراير 1991 في بلدة نيو كاسل في بنسيلفانيا لعائلة من أصول لبنانية وبولندية وفرنسية. أكملت دراسة علم النفس والاتصالات في جامعة بيتسبرغ. في سنة 2013 بدأت مشوارها في يوتيوب على قناة ذا غابي شو. في سنة 2018 فازت بجائزة ستريمي. في سنة 2017 بدأت مشوارها في الغناء وطرحت أول أغنية لها بعنوان Out Loud. لها حالياً أكثر من سبعة ملايين متابع في يوتيوب.